# Héðinsfjörður
Héðinsfjörður är en fjord i republiken Island.   Den ligger i regionen Norðurland eystra, i den norra delen av landet, 260 km nordost om huvudstaden Reykjavik. Héðinsfjörður ligger norr om sjön Héðinsfjarðarvatn.